# Tendong
Tendong (Nga), persoonsnaam Gyurme Gyatso (1884/1890 - 1938), was een Tibetaans militair en politicus.

## Loopbaan
Tendong trad in dienst van de regering van historisch Tibet in 1913. Als Depön had hij het commando over de bodyguard van de dertiende dalai lama. In 1932 werd hij uitgezonden naar Kham dat toen weer grotendeels onder Tibetaans gezag stond. Hij diende daar in verschillende functies. In november 1932 werd hij benoemd tot minister (Shappe).
Begin 1935, toen de negende pänchen lama terug naar Tibet wilde keren, werd hij afgelost door de Kalon Lama, Tempa Jamyang, in de functie van commissaris en werd hij afgezonden naar Kwomintang-China om over dit dilemma te onderhandelen.

## Reputatie
Volgens Britse bronnen was hij vriendelijk en sociaal in de omgang.